# Лоэ, Вальтер фон
Барон Фридрих Карл Вальтер Дегенхард фон Лоэ (нем. Friedrich Karl Walther Degenhard Freiherr von Loë; 9 сентября 1828, Хеннеф — 6 июля 1908, Бонн)  — прусский, затем германский военачальник, генерал-фельдмаршал.

## Биография

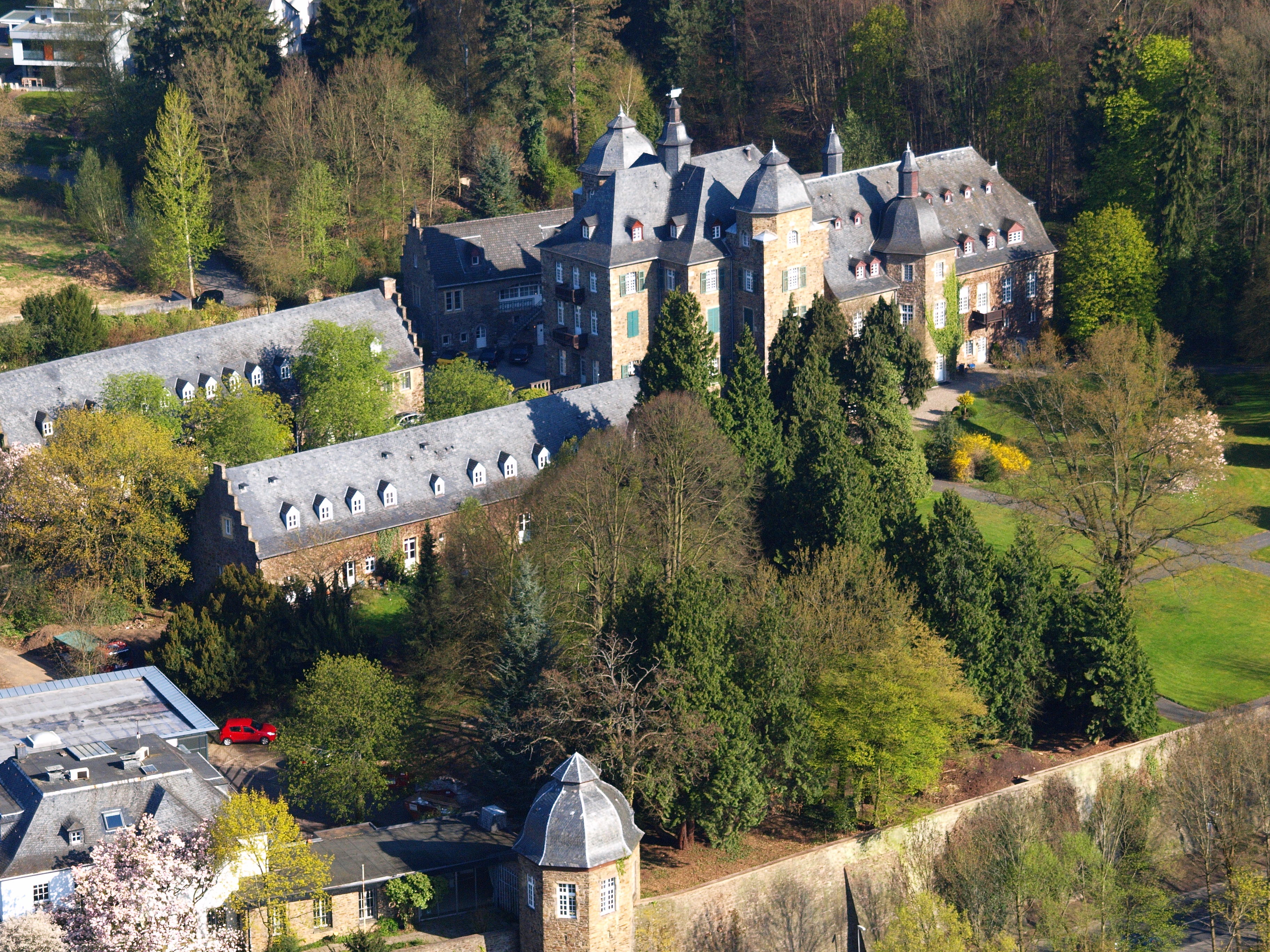
Родовое поместье фон Лоэ — замок Аллнер. Современный вид.

Вальтер фон Лоэ происходил из старинной вестфальской католической аристократической семьи. Он родился в фамильном замке Аллнер, в Хеннефе. Своё образование он начал в «Дворянской академии» в Бедбурге и продолжил в Боннском университете. Однако в университете он оставался недолго, так как началась первая из двух войн между Пруссией и Данией за обладание землями Шлезвиг-Гольштейна, на тот момент принадлежавшего Дании.
Вальтер фон Лоэ поступил в прусскую кавалерию (в конечном итоге, в 3-й гусарский полк) и принял участие в войне в чине лейтенанта.  В 1851 году война с Данией завершилась поражением Пруссии и соглашением, которое позволило датчанам сохранить Шлезвиг-Гольштейн. Однако Вальтер фон Лоэ остался в армии. К 1861 году он стал майором и адъютантом короля Пруссии Вильгельма I, будущего кайзера, прослужив в этом качестве один год, после чего сопровождал в поездке на Кавказ брата короля, принца Альберта Прусского. В 1863 году фон Лоэ был назначен прусским военным представителем при французской армии в Алжире. Там он стал свидетелем и отчасти участником французской кампании против арабов.
После возвращения в Пруссию, фон Лоэ был произведен сперва в подполковники (1867), а затем в полковники (1868). Во время Франко-прусской войны он возглавлял 7-й гусарский полк. Под командованием фон Лоэ гусары неплохо себя проявили, а сам он продвинулся по службе до должности командира бригады. После войны, занимая командные и штабные должности, фон Лоэ дослужился сперва до генерал-майора, а затем до генерал-лейтенанта. В 1879 году он стал командиром 5-й дивизии. С 1880 фон Лоэ был генерал-адъютантом кайзера, а в 1884 году ему было поручено командование VIII армейским корпусом.
В 1893 году Лоэ был направлен в Рим в качестве германского дипломата. Там он встречался с Папой Львом XIII. Выбор фон Лоэ для подобной миссии, был, видимо отчасти связан с тем, что он был католиком по вероисповеданию. После успешного завершения дипломатической миссии, Лоэ был произведен в генерал-полковники. Спустя ещё два года он стал генерал-фельдмаршалом и губернатором Берлина. 
В 1897 году фельдмаршал фон Лоэ подал в отставку по возрасту. Он умер 6 июля 1908 года в городе Бонне в весьма преклонном возрасте.

## Семья
В 1859 году Вальтер фон Лоэ женился на графине Франциске фон Хатцфельдт цу Трахенберг, у которой уже было трое детей от предыдущего брака. У супругов родилось ещё трое общих детей. Братом Вальтера фон Лоэ был Отто фон Лоэ, немецкий государственный деятель. 

## Награды и почести

### Германские
- орден Красного орла большой крест (17 марта 1888).
- Орден Чёрного орла (20 сентября 1890)
- Орден Заслуг перед Прусской Короной.
- Королевский орден Дома Гогенцоллернов крест и звезда великого командора с мечами на кольце и юбилейной датой «50» (7 апреля 1897)
- Орден Верности (великое герцогство Баден)
- Почётный доктор Рейнского университета имени Фридриха-Вильгельма (1907).

### Иностранные
Российская империя:
- Орден Святой Анны 2 степени (1862).

 Франция:
- Орден Почётного легиона большой офицерский крест